# Giovanni Merlini
Giovanni Merlini, C.PP.S. (28. srpna 1795, Spoleto – 12. ledna 1873, Řím) byl italský římskokatolický kněz a řeholník kongregace Misionářů Nejsvětější krve. Katolická církev jej uctívá jako blahoslaveného.

## Život
Narodil se ve Spoletu dne 28. srpna 1795 jako třetí ze třinácti dětí rodičům Luigimu Merlinimu a Antonii Claudi. Jeho otec, který pocházel z urozené sicilské rodiny, se usadil ve Spoletu a založil zde firmu. Navštěvoval školu ve svém rodném městě, kde byl známý svým zbožným temperamentem. Své první svaté přijímání přijal roku 1808 v kostele Sant'Ansano od budoucího kardinála Antonia Maria Cadoliniho.
Rozhodl se stát se knězem, přestože mu jeho rodiče dali najevo své námitky, a začal studovat na kněžství v roce 1809 ve Spoletu. Kněžské svěcení přijal 19. prosince 1818 ve svém rodném městě z rukou biskupa a budoucího kardinála Francesca Canaliho. Dne 6. července 1820 se zapsal na duchovních cvičení, která vedl kněz sv. Gaspare del Bufalo v klášteře San Felice v Giano dell'Umbria. Zde se s ním seznámil a oba se stali blízkými přáteli a důvěrníky. V roce 1820 vstoupil do jím založené kongregace Misionářů Nejsvětější krve. Pomáhal mu poté ve vedení kongregace, kdy s ním musel čelit řadě obtíží.
Stal se významným duchovním vůdcem mnoha osob a skupin, kdy poskytoval duchovní rady např. sv. Marii De Mattias a pomáhal jí při zakládání kongregace Sester adorátorek Kristovy krve. Pomáhal také svému příteli sv. Gasparu del Bufalovi u jeho smrtelné postele v roce 1837. Kázal v několika italských městech a kromě toho dohlížel ve své kongregaci na formování nových členů.
Stal se také blízkým přítelem a důvěrníkem papeže bl. Pia IX. (který předtím sloužil jako arcibiskup ze Spoleta). Připojil se k němu během jeho exilu v Gaetě v roce 1849 poté, co padly Papežské státy a vznikla Římská republika a zde požádal papeže, aby rozšířil svátek nejdražší krve na celou církev. Bl. Pius IX. jeho žádost zvážil, a poté co 30. června 1849 Francouzi dobyli Řím a po kapitulaci Římské republiky vrátili Papežské státy papeži 10. srpna 1849 svátek zařadil do obecného římského kalendáře. Papež bl. Pius IX. byl také mecenášem jeho kongregace a pomohl jí založit nové řehoní domy v Alsasku a Bavorsku a zároveň pomáhal při zřizování mateřského domu kongregace v klášteře sousedícím při kostele Santa Maria in Trivio v Římě.
Dne 28. prosince 1847 byl zvolen třetím generálním představeným své kongregace poté, co sloužil jako prozatímní vůdce od 26. srpna kvůli zhoršenému zdravotnímu stavu jeho předchůdce. Pod jeho vedením jeho kongregace začala působit mj. ve Spojených státech amerických.
Zemřel dne 12. ledna 1873 v Římě poté, co utrpěl zranění při dopravní kolizi poblíž kostela Santa Maria in Trivio. Poslední věc, kterou před smrtí udělal bylo, že odpustil kočímu, který do něj narazil. Jeho ostatky byly pohřbeny na hřbitově Campo Verano v Římě, než byly exhumovány a v březnu roku 1946 uloženy do kostela Santa Maria in Trivio při mateřském domě jím založené kongregace v Římě.

## Úcta
Jeho beatifikační proces započal dne 26. ledna 1927, čímž obdržel titul služebník Boží. Dne 10. května 1973 jej papež sv. Pavel VI. podepsáním dekretu o jeho hrdinských ctnostech prohlásil za ctihodného. Dne 23. května 2024 byl uznán zázrak na jeho přímluvu, potřebný pro jeho blahořečení.
Blahořečen pak byl dne 12. ledna 2025 v Lateránské bazilice v Římě. Obřadu předsedal jménem papeže Františka kardinál Marcello Semeraro.
Jeho památka je připomínána 12. ledna. Bývá zobrazován v kněžském oděvu.